# ميغيل فرانز بينتو
ميغيل فرانز بينتو (بالإنجليزية: Miguel Franz Pinto)‏ هو عازف بيانو ومدرب صوتي أمريكي، ولد في 25 أغسطس 1940 في Sagua La Grande ‏ في كوبا، وتوفي في 30 سبتمبر 2006 بسبب تسمم بأحادي أكسيد الكربون.